# 2410 Morrison
2410 Morrison eller 1981 AF är en asteroid i huvudbältet som upptäcktes den 3 januari 1981 av den amerikanske astronomen Edward L.G. Bowell vid Anderson Mesa Station. Den är uppkallad efter den amerikanske astronomen David Morrison.
Asteroiden har en diameter på ungefär 6 kilometer.